# Cigüenza (Burgos)
Cigüenza es una localidad del municipio de Villarcayo de Merindad de Castilla la Vieja, en la provincia de Burgos, perteneciente a la comarca de Las Merindades, y al partido judicial de Villarcayo.

## Geografía
Se encuentra en el norte de la provincia en la vertiente  mediterránea, valle del río Nela, bañado y situado en su margen derecha. Situado al Oeste del municipio y colindante con el casco  urbano de Villarcayo. Dista 2 km de Villarcayo, cabeza de partido, que es cruce de caminos donde confluyen la carretera autonómica BU-561, que nos lleva a Brizuela en la vecina Merindad de Valdeporres, pasando  por Tubilla y Escaño; y la local BU-V-5613 que nos conduce a Linares en Sotoscueva atravesando Casillas.

## Gastronomía
La gastronomía típica de la zona incluye:
- Lechazo
- Morcilla de Burgos
- Queso fresco de Burgos

## Historia
Esta localidad es origen  de hermosas leyendas. En tiempos prehistóricos fue habitado este  lugar por los autrigones o cántabros con el nombre de Segontia  Paramica. También se encuentra en su término una necrópolis altomedieval.

## Demografía
| Gráfica de evolución de Cigüenza entre 2004 y 2015 |
|                                                    |